# Protogaster
Protogaster är ett släkte av svampar. Protogaster ingår i familjen Protogastraceae, ordningen Boletales, klassen Agaricomycetes, divisionen basidiesvampar och riket svampar.
| Protogaster | \| \| Protogaster rhizophilus \| \| \| \| |
|             | \| \| Protogaster rhizophilus \| \| \| \| |
|             | Protogaster rhizophilus                   |
|             |                                           |

|  | Protogaster rhizophilus |
|  |                         |